# Postman Pat’s Treasure Hunt

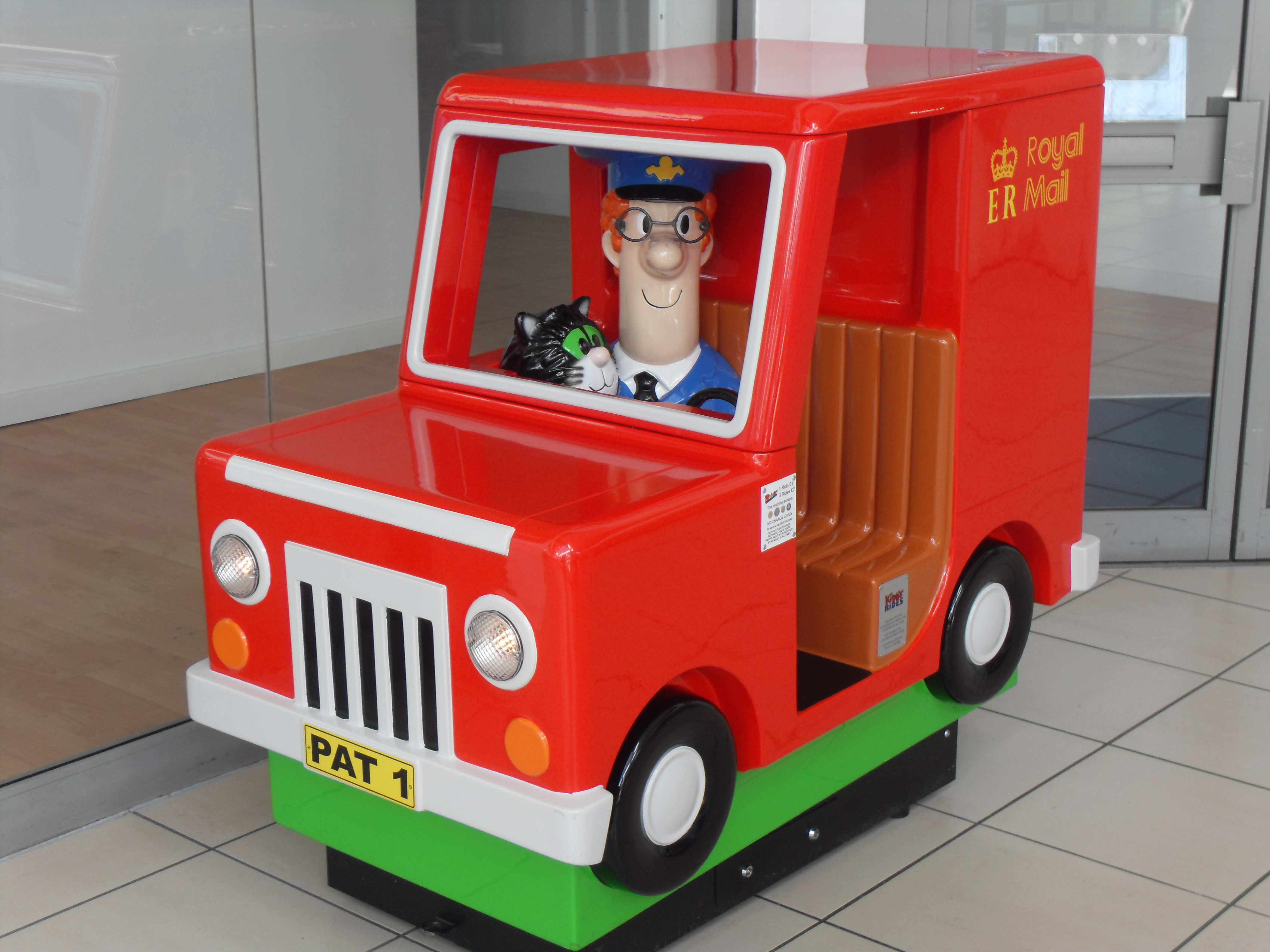
Postbote Pat und die Katze Jess in seinem roten Postfahrzeug

Postman Pat’s Treasure Hunt ist ein Bilderbuch des britischen Kinderbuchautors John Arthur Cunliffe, das 1981 mit Illustrationen von Celia Berridge beim Verlag André Deutsch veröffentlicht wurde.

## Inhalt
Der Postbote Pat bringt den Bewohnern des Dorfes Greendale mit seinem roten Lieferwagen ihre Post. Begleitet wird er dabei von seiner Katze Jess. Ehe er mit seiner Arbeit beginnt, holt er die zu verteilende Post in der Postfiliale von Mrs. Goggins. An diesem Tag hat sie besonders viele Briefe für Katy und Tom Pottage, haben die Zwillinge doch Geburtstag. Ehe er zu ihrem Bauernhof fährt, muss er noch die Post für die Schule austragen. Für einen Plausch mit den Kindern und eine Runde Himmel und Hölle ist immer Zeit. Als er schließlich zur Greendale-Farm kommt, wird er dort bereits sehnsüchtig von Katy und Tom erwartet, die sogleich die vielen Päckchen und Briefe öffnen. Doch Katy kann sich nur bedingt für ihre Geschenke begeistern, denn sie vermisst seit kurzem ihre geliebte Puppe Sarah-Ann, die sie überall hin mitnimmt. Pat verspricht Mrs. Pottage, auf seiner Runde die Augen offenzuhalten. Überall wo er Post austrägt, berichtet er von Katys fehlender Puppe und gemeinsam suchen Pat und der Pfarrer Timms, Mrs. Thompson, der Trödelladenbesitzer Ted Glen und der Greissler Sam nach Sarah-Ann. Statt der Puppe finden sie allerdings jedes Mal einen anderen verlorenen Gegenstand, den Pat im Anschluss dem jeweiligen Besitzer bringt. Als sich Pat in Sams Laden eine Pralinenschachtel kauft, entdeckt er dahinter im Regal eine Puppe. Wie sich herausstellt, ist es Sarah-Ann. Offenbar ist kein Platz vor der kleinen, neugierigen Kathy sicher! Pat bringt ihr daraufhin die Puppe und die Pralinen und darf zum Dank an der Geburtstagsparty teilnehmen.

## Entstehung
Das Buch Postman Pat’s Treasure Hunt basiert auf den Drehbüchern von John Cunliffe für die animierte Fernsehserie Postbote Pat. Die erste Staffel bestehend aus 13 Folgen wurde 1981 auf BBC One ausgestrahlt. Zwischen der TV-Folge Postman Pat’s Finding Day und dem zugehörigen Buch Postman Pat’s Treasure Hunt gibt es einige Abweichungen. Pat trägt seine Post in dem fiktiven Dorf Greendale aus, das von der Landschaft der nordenglischen Grafschaft Cumbria inspiriert ist.

## Rezeption
Victoria Neumark schreibt in ihrer Rezension: „1981 schnappte sich Trickfilmzeichner Ivor Wood eine Figur namens Postman Pat und machte daraus eine unverschämt erfolgreiche Kinderserie für den britischen Fernsehsender BBC, die später in über 50 Ländern ausgestrahlt werden sollte. John Cunliffe schrieb die Drehbücher, aber seine Bücher wurden erst nach der Fernsehserie veröffentlicht. Die Bücher wurden schnell zum Bestseller und verkauften sich weltweit über 12 Millionen Mal. […] Pat bleibt in all seinen Abenteuern stets ruhig und bringt alles zu einem guten Ende. Im Zeitalter aufgeblasener Superhelden ist der verlässliche Familienvater ein angenehm bescheidener, sympathischer Held.“

## Referenzen
Postman Pat’s Treasure Hunt ist in dem literarischen Nachschlagewerk 1001 Kinder- und Jugendbücher – Lies uns, bevor Du erwachsen bist! für die Altersstufe 3+ Jahre enthalten.

## Ausgaben
- Postman Pat’s Treasure Hunt. André Deutsch, UK 1981 (englisch).